# Grand Bras River
Der Grand Bras River ist ein Fluss auf der Insel Grenada im Atlantik.

## Geographie
Der Fluss ist ein Nebenfluss des Balthazar River (Great River). Er entsteht am Mount Hope, nordwestlich von Mount Horne. Er verläuft steil nach Osten, bildet bei Mount Horne die Golden Falls, passiert La Filette und kommt bei Grand Bras beziehungsweise Paradise im Tal des Balthazar River an, in den er mündet. Der Balthazar River trägt ab dort den Namen Great River (La Grand Riviere, Great Branch).